# Arxin
Arxin (en rus: Аршин) és un poble (un possiólok) de l'óblast d'Astracan, a Rússia, segons el cens del 2011 tenia 36 habitants.